# Nitrato reductasa
Las nitrato reductasas son molibdoenzimas que catalizan la reducción del nitrato (NO−
3) a nitrito (NO−
2).

## Tipos

### Eucariotas
Las nitrato reductasas eucariotas forman parte de la familia de molibdoenzimas de la sulfito oxidasa. Transfieren electrones del NADH o NADPH al nitrato.

### Procariotas
Las nitrato reducatasas procariotas pertenecen a la familia de molibdoenzimas de la DMSO reductasa, y han sido clasificadas en tres grupos:
- Nitrato reductasas asimililatorias (Nas)
- Nitrato reductasas respiratorias (Nar)
- Nitrato reductasas periplasmáticas (Nap)

El sitio activo de estas enzimas es un ion molibdeno que se encuentra unido a cuatro funciones tiolato de dos moléculas de pterina. La esfera de coordinación del molibdeno se completa por la cadena lateral de un aminoácido y un ligando azufre y/u oxígeno. El ambiente exacto de este ion Mo en algunas de estas enzimas (oxígeno versus azufre como sexto ligando del molibdeno) permanece aún en debate. El Mo se encuentra covalentemente unido a la proteína por medio de una cisteína en las Nap, y por un aspartato en la Nar.

## Estructura
La nitrato reductasa transmembrana (EC 1.7.99.4) se encuentra formada por tres subunidades una alfa, una beta y dos gamma (αβγ2). Es la segunda nitrito reductasa que puede sustituir a la enzima NRA en Escherichia coli, permitiéndole utilizar nitrato como aceptor de electrones durante la respiración anaeróbica.
La subunidad gama de la nitrato reductasa se asemeja a un citocromo b y transfiere electrones desde una quinona a la subunidad beta.
La nitrato reductasa de las plantas superiores es una proteína citosólica. Existe una variante anclada al fosfatidilinositol que se puede encontrar en la cara externa de la membrana plasmática. Su función exacta aún no resulta clara.
Se ha descubierto una nitrato reductasa transmembrana que puede funcionar como una bomba de protones (un caso similar al de la respiración aeróbica) en una diatomea Thalassiosira weissflogii.

## Mecanismo catalítico
La molécula de nitrato se une al sitio activo por medio del ion de molibdeno en estado de oxidación +6. La transferencia de electrones al sitio activo ocurre sólo en la etapa de la transferencia de protones-electrones, donde la especie Mo(V) desempeña un papel importante en la catálisis. La presencia de un átomo de azufre en la esfera de coordinación del molibdeno crea un ligando pseudo ditioleno que protege al ion de cualquier ataque por parte del solvente. Después de la fijación del nitrato al sitio activo se produce un rearreglo conformacional de este anillo, permitiendo el contacto directo del nitrato con el ion Mo(VI). Este rearreglo se estabiliza por las metioninas muy conservadas Met141 y Met308. La reducción del nitrato a nitrito sucede en la segunda etapa del mecanismo, donde los dos ligandos dimetiltioleno desempeñan un papel clave dispersando el exceso de carga negativa en la zona cercana al ion Mo, capacitándolo para la reacción química. Esta reacción implica la oxidación de los átomos de azufre, y no del molibdeno, como se sugería antes. El mecanismo implica una reacción redox basada en el par azufre-molibdeno, en lugar de la que se aceptaba anteriormente, basada sólo en el ion Mo. La segunda parte del mecanismo involucra dos pasos de protonación que se encuentran promovidos por la presencia de especies de Mo(V). Los intermediarios Mo(VI) también pueden estar presentes en esta fase, dependiendo de la disponibilidad de protones y electrones. Una vez que se ha generado la molécula de agua, sólo la especie Mo(VI) permite la disociación de la molécula de agua, y, el retorno enzimático a su conformación original.

## Aplicaciones
La actividad de la nitrato reductasa puede utilizarse como una herramienta bioquímica para predecir la producción de grano y la producción de proteína dentro de los granos.
La nitrato reductasa promueve la producción de aminoácidos en las hojas de té. En las condiciones del sur de la India, se ha reportado que las plantas de té rociadas con varios micronutrientes (tales como Zn, Mn y B) concomitantemente con Mo, potencian el contenido de aminoácidos en los brotes de té y también el rendimiento de los cultivos.